# Volvo Women's Open 1997
Volvo Women's Open 1997 — жіночий тенісний турнір, що проходив на відкритих кортах з твердим покриттям у Паттайї (Таїланд). Належав до турнірів 4-ї категорії в рамках Туру WTA 1997.  Відбувсь усьоме і тривав з 17 до 23 листопада 1997 року. Четверта сіяна Генрієта Надьова здобула титул в одиночному розряді.

## Фінальна частина

### Одиночний розряд
Генрієта Надьова —  Домінік Ван Рост 7–5, 6–7, 7–5
- Для Надьової це був 2-й титул за сезон і 3-й — за кар'єру.

### Парний розряд
Крістін Кунс /  Коріна Мораріу —  Флоренсія Лабат /  Домінік Ван Рост 6–3, 6–4
- Для Кунс це був 2-й титул за сезон і 6-й — за кар'єру. Для Мораріу це був єдиний титул за сезон і 1-й — за кар'єру.